# Amilaga albirenalis
Amilaga albirenalis là một loài bướm đêm trong họ Noctuidae.